# Imperial Continental Gas Association
Imperial Continental Gas Association (ICGA) was een toonaangevende Britse onderneming die handelde in lichtgas en actief was in verschillende steden in Continentaal Europa. Het was genoteerd aan de London Stock Exchange en onderdeel van de FTSE 100 Index.
Het bedrijf werd opgericht door Sir Moses Montefiore en enkele van zijn collega's gevestigd in Londen in 1824 om gasbedrijven in andere provincies op te richten. Het begon met de distributie van gas in Hannover in 1825 en met lichtgas in Berlijn in 1826 onder toezicht van de Pruisische graaf Eduard von Dyhrn-Waldenburg-Schoenau. In de loop van de 19e eeuw vestigde het gasfabrieken in Antwerpen, Brussel, Berlijn en Wenen. In Amsterdam was al in 1825 de Amsterdamse Pijp Gas Compagnie opgericht, die al snel door de ICGA werd overgenomen. In 1835 volgde een concessie voor een gasfabriek ten behoeve van de straatverlichting in Haarlem. Die fabriek leverde helder gaslicht, maar de klachten over de ernstige vervuiling en stank waren zodanig dat de stad aan het begin van de 20e eeuw zelf een gasfabriek oprichtte en de concessie van de ICGA niet verlengde. De activiteiten in Wenen begonnen halverwege 1840; het hoofdkantoor van 1883 tot 1902 was in het Palais Epstein.
De bekende filantroop Goodwin Newton van Barrells Hall en Glencripesdale Estate was gedurende een lange periode directeur en voorzitter in de late negentiende eeuw. In het begin van de twintigste eeuw diende Sir Henry Birchenough, de toekomstige president van de British South Africa Company, ook als directeur van het bedrijf. Het richtte de Westergasfabriek op in 1883.
In 1880 kocht de ICGA de gemeentelijke gasfabriek in Vlissingen, die nog tot 1934 kolengas leverde. Bezittingen en het personeel van de I.C.G.A. werden overgenomen door de in dat jaar opgerichte Zeeuwsche Gasmaatschappij (Zegam).
In 1928 richtte het Distrigas op, de belangrijkste gasdistributeur in België, die nu eigendom is van Eni. Tijdens de Eerste Wereldoorlog werden de operaties in Berlijn genationaliseerd door de Duitse regering.
In 1969 verwierf het bedrijf alle aandelen in de Calor Group die het nog niet bezat.
In 1986 verwierp het een bod van Gulf Resources & Chemical Corporation, een bedrijf gecontroleerd door David en Frederick Barclay. In plaats daarvan splitste het zich in 1987 op in Calor Group (nu eigendom van SHV) en Contibel (nu eigendom van Tractebel)